# 宮下直樹
宮下 直樹（みやした なおき、1956年11月22日 - ）は、日本のバレーボール指導者である。神奈川県川崎市出身。

## 来歴
1975年、東海大学男子バレーボール部に入部し、セッター・レシーバーでプレーし、副将も経験する。
1979年に朝日生命男子バレーボール部に入団し、同社バレーボール教室専任講師にも就任。選手としては1986年までセッターでプレーする。女子バレーボール部のコーチ及び監督に就任し、2000年まで務めた。1996年に同社バレーボール教室の校長に就任し、2001年まで務めた。
2001年には、カナダ女子代表コーチに就任。
2006年に監督に昇格し、2008年まで務めた。（コーチ時代は、カナダウィニペグ大学女子バレーボールチーム及び、ウィニペグ大学ジュニアクラブチームメントールコーチも務める）
2008年に武富士バンブーのコーチに就任。2009年の同部の廃部まで務めた。
2009年に再び、カナダウィニペグ大学女子バレーボールチーム及び、ウィニペグ大学ジュニアクラブチームメントールコーチを務める。
2010年6月1日付けで、パイオニアレッドウィングスの監督に就任した。2013年5月をもって健康上の理由により退任。
2016年12月、日本バレーボール協会の女子強化事業本部長に就任。1年後の2017年11月30日、健康上の理由で退任。
2018年1月1日以降、カナダ・アルバータ州立大学女子バレー部（パンダース）アソシエイツコーチを務める。

## 人物
- 娘の宮下マミもバレーボール選手であり、父の朝日生命時代に女子バレーボール部の体育館によく駆け付け、選手達のお世話になっていた。2001年、直樹のカナダでの指導が始まるときに、当時中学3年生のマミも含め家族でカナダに渡った[5]。